# Orfeo (film 1985)
Orfeo è un film del 1985 diretto da Claude Goretta.
La pellicola, di genere musicale, trae ispirazione dal mito classico di Orfeo ed Euridice.